# 邓肯 (不列颠哥伦比亚省)
邓肯位於加拿大不列颠哥伦比亚省温哥华岛南部，是加拿大面積最小的城市。总人口4,932（2011年）。